# Пирліца (Фалештський район)
Пирліца (рум. Pîrlița) — село у Фалештському районі Молдови. Утворює окрему комуну.

## Населення
За даними перепису населення 2004 року у селі проживали 3392 особи.
Національний склад населення села:
| Національність       | Кількість осіб | Відсоток   |
| -------------------- | -------------- | ---------- |
| молдавани румуни     | 3268 25        | 96,3% 0,7% |
| українці             | 65             | 1,9%       |
| росіяни              | 26             | 0,8%       |
| гагаузи              | 1              | < 0,1%     |
| інша / без відповіді | 7              | 0,2%       |
| Всього               | 3392           | 100%       |